# Svjetsko juniorsko prvenstvo u skijaškim skokovima u mješovitoj konkurenciji
Svjetsko juniorsko prvenstvo u skijaškim skokovima u mješovitoj konkurenciji je međunarodno natjecanje u skijaškim skokovima za juniorsku dobnu kategoriju koje se održava svake godine počevši od 2016. godine.
| God.  | Mj. održavanja | Prvaci                                                                      | Drugi                                                                                             | Treći                                                               |
| ----- | -------------- | --------------------------------------------------------------------------- | ------------------------------------------------------------------------------------------------- | ------------------------------------------------------------------- |
| 2016. | Râșnov         | Slovenija Nika Križnar, Bor Pavlovčič, Ema Klinec, Domen Prevc              | Austrija Claudia Purker, Maximilian Steiner, Chiara Hölzl, Janni Reisenauer                       | Njemačka Katharina Althaus, Tim Fuchs, Anna Rupprecht, David Siegel |
| 2017. | Park City      | Slovenija Nika Križnar, Tilen Bartol, Ema Klinec, Žiga Jelar                | Njemačka Agnes Reisch, Martin Hamann, Gianina Ernst, Constantin Schmid                            | Japan Minami Wanatabe, Masamitsu Ito, Fumika Segawa, Yuken Iwasa    |
| 2018. | Kandersteg     | Norveška Silje Opseth, Fredrik Villumstad, Anna Odine Strøm, Marius Lindvik | Njemačka Luisa Görlich, Justin Lisso, Gianina Ernst, Constantin Schmid                            | Austrija Claudia Purker, Jan Hörl, Sophie Mair, Clemens Leitner     |
| 2019. | Lahti          | Rusija Ana Špineva, Mihail Purtov, Lidija Jakovljeva, Maksim Sergejev       | Norveška Ingebjørg Saglien Bråten, Fredrik Villumstad, Silje Opseth, Thomas Aasen Markeng         | Njemačka Agnes Reisch, Luca Roth, Selina Freitag, Constantin Schmid |
| 2020. | Oberwiesenthal | Austrija Lisa Eder, Marco Wörgötter, Marita Kramer, Peter Resinger          | Norveška Eirin Maria Kvandal, Bendik Jakobsen Heggli, Thea Minyan Bjørseth, Sander Vossan Eriksen | Slovenija Jerneja Brecl, Jan Bombek, Katra Komar, Mark Hafnar       |

## Medalje po državama
| Poz | Država    | Zlato | Srebro | Bronca | Ukupno |
| --- | --------- | ----- | ------ | ------ | ------ |
| 1.  | Slovenija | 2     | 0      | 1      | 3      |
| 2.  | Norveška  | 1     | 2      | 0      | 3      |
| 3.  | Austrija  | 1     | 1      | 1      | 3      |
| 4.  | Rusija    | 1     | 0      | 0      | 1      |
| 5.  | Njemačka  | 0     | 2      | 2      | 4      |
| 6.  | Japan     | 0     | 0      | 1      | 1      |

## Vanjske poveznice
- Pregled na fis-ski.com